# Elecciones generales de Japón de 1890
Las primeras elecciones generales del Imperio del Japón tuvieron lugar el 1 de julio de 1890 para escoger a los 300 miembros de la Cámara de Representantes de la primera Dieta Imperial. El sufragio era sumamente restringido y solo 450.872 (un 1.13% de la población) estuvieron habilitados para votar. Sin embargo, las elecciones no dejaron de tener un carácter histórico a nivel tanto nacional como regional, puesto que la Cámara de Representantes electa en estos comicios fue el primer órgano legislativo elegido por, al menos, parte de la ciudadanía en la historia de Asia. La participación electoral fue del 93.91% del electorado registrado. El Partido Liberal, de Itagaki Taisuke, obtuvo una amplia victoria, pero sin lograr la mayoría absoluta, con 130 de los 300 escaños.

## Preparación
Las elecciones se llevaron a cabo de conformidad con la constitución promulgada el 11 de febrero de 1889, conocida como Constitución Meiji, que establecía por primera vez la monarquía constitucional. En virtud de esta carta magna, aunque el Emperador Meiji Tennō conservaba un considerable poder ejecutivo, su autoridad se vería limitada en gran medida a un parlamento electo, la primera vez que esto ocurría en un país asiático. Además, se creaba por primera vez un poder judicial independiente.
Esto, sin embargo, no llevó al establecimiento de una democracia parlamentaria. Las elecciones se realizaron bajo un sistema de sufragio limitado. Los únicos habilitados para votar eran los varones mayores de veinticinco años que pudieran pagar 15 yenes o más en impuestos nacionales y que hubieran residido en su prefectura por al menos un año en el período previo a la elección. El número de votantes elegibles que cumplía con estos requisitos fue de 450.872 personas de un total de 39.933.478 japoneses. Es decir, un 1.13% de la población. El alto nivel de impuestos que se requería para los votantes significó que la mayoría de estos fueran propietarios rurales y empresarios urbanos. En términos de clase social, el 91% eran plebeyos y el 9% eran ex samurai. Mientras que los residentes de las prefecturas en Honshū, Kyūshū y Shikoku participaron; los residentes de Hokkaidō y Okinawa (conocidos como "territorios" y no "prefecturas") fueron excluidos de esta elección.

## Sistema electoral
Solo los ciudadanos varones de treinta años o más, que no eran miembros de la nobleza kazoku o de la Familia Imperial o sus ramas, podían postularse para un cargo en la cámara baja. Esta consistía en 300 escaños y el método de elección se basaba en un sistema mixto entre el escrutinio mayoritario uninominal y el plurinominal. Había 214 distritos uninominales con un solo candidato cada uno, y 43 distritos plurinominales con dos candidatos cada uno en el que se elegían a los 86 representantes restantes. Hubo un total de 1.243 candidaturas.

## Resultados
Las elecciones se realizaron sin problemas ni violencia. Dentro de lo exiguo del electorado, la participación fue sumamente alta. Aunque el voto no era obligatorio, el 93.91% del electorado registrado presentó sufragio, con muy pocos votos en blanco o anulados.
El 25 de noviembre de 1890, después de las elecciones, se convocó la primera sesión de la Dieta Imperial. Ninguno de los partidos políticos que se presentaron obtuvo mayoría absoluta, por lo que el Partido Liberal y el Partido Constitucional Progresista formaron una coalición conocida como mintō (Coalición Demócrata) que generó una mayoría de 171 escaños.
| Partido político | Partido político                   | Nombre japonés                 | Escaños |
| ---------------- | ---------------------------------- | ------------------------------ | ------- |
|                  | Partido Liberal                    | Jiyutō (自由党?)               | 130/300 |
|                  | Partido del Gran Encuentro         | Taiseikai (大成会?)            | 79/300  |
|                  | Partido Constitucional Progresista | Rikken Kaishintō (立憲改進党?) | 41/300  |
|                  | Partido Nacional Liberal           | Kokumin Jiyutō (国民自由党?)   | 5/300   |
|                  | Independientes                     | Mushozoku (無所属)             | 45/300  |
| Total            | Total                              | Total                          | 300     |